# جون راسيل (لاعب كرة قاعدة)
جون راسيل (بالإنجليزية: John Russell)‏ (و. 1961  م) هو لاعب كرة قاعدة، من الولايات المتحدة، ولد في أوكلاهوما سيتي، أوكلاهوما، يلعب كملتقط.

## روابط خارجية
- جون راسيل على موقعبيزبول رفرنس.كوم (الدوري الرئيسي) (الإنجليزية)
- جون راسيل على موقعبيزبول رفرنس.كوم (الدوري الثانوي) (الإنجليزية)
- جون راسيل على موقع إي إس بي إن.كوم (أم.أل.بي) (الإنجليزية)
- جون راسيل على موقع مشجعي الرسوم البيانية (الإنجليزية)